# Terebripora miniatura
Terebripora miniatura is een mosdiertjessoort uit de familie van de Terebriporidae. De wetenschappelijke naam van de soort is voor het eerst geldig gepubliceerd in 1978 door Pohowsky.